# Strawberry Field

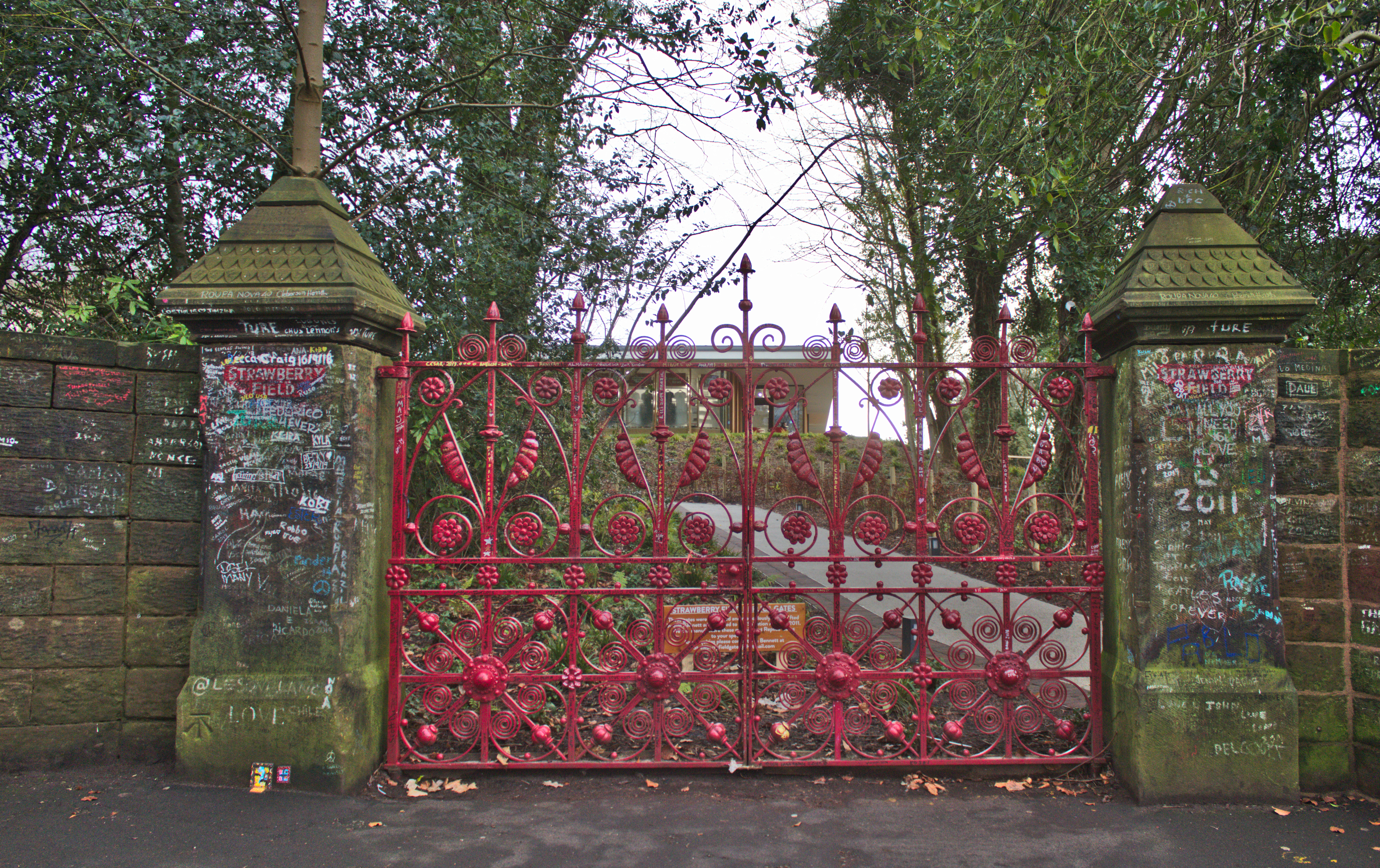
A entrada de Strawberry Field

Strawberry Field é um orfanato situado em Liverpool, Inglaterra, patrocinado pelo Exército de Salvação britânico.
Construído nos anos 1950, foi demolido e reconstruído, sendo o portão vermelho da entrada a única peça original que sobrou de antes da demolição. Ficou mundialmente famoso graças à canção "Strawberry Fields Forever", composição de John Lennon, dos Beatles, lançada no álbum Magical Mystery Tour em 1967.
O portão vermelho, certa vez, foi roubado por um fã dos Beatles, sendo recuperado alguns dias após o ocorrido.
Yoko Ono e Sean Lennon, respectivamente esposa e filho de John Lennon, após uma visita em 1984 ao orfanato, até hoje contribuem com grandes quantias para a sua melhoria.